# AMD Radeon

Logo Radeon din 2019

AMD Radeon, în trecut ATI Radeon, este un nume de marcă AMD utilizat pentru comercializarea plăcilor grafice și a cipurilor grafice. Termenul AMD FirePro este utilizat în segmentul plăcilor grafice profesionale. 

## Istoric

Emblemă veche ATI Radeon Graphics

Logo Radeon mai vechi

Logo Radeon din 2016 până în 2019

Începând cu anul 2000, ATI Technologies își numește noile carduri grafice și cipurile grafice „Radeon” în afara pieței profesionale de carduri grafice, în timp ce termenul Rage era utilizat anterior. Cu toate acestea, ultimele carduri Rage au furnizat doar performanțe moderate și au fost afectate și de problemele driverului, astfel încât decizia a fost luată pentru a utiliza noul nume de marcă. AMD a păstrat marca Radeon după achiziția ATI Technologies. Partea inițială a numelui companiei ATI a fost întreruptă cu preluarea ca nume de marcă. 
Marca ATI nu a mai fost folosită din seria AMD Radeon HD 6000, deoarece AMD dorește să facă mai transparent portofoliul mărcii ca parte a restructurării. Numele Radeon și FireGL ar trebui să rămână ca AMD Radeon și AMD FirePro. 

## General
Cardurile grafice Radeon sunt compatibile cu computerele Macintosh și IBM PC compatibile. 
Pe lângă modelele de desktop, există și seria ATI Mobility Radeon, care a fost special concepută pentru notebook-uri și este destinată să asigure o durată de viață a bateriei, datorită diverselor tehnologii de economisire a energiei. 
Cardurile grafice Radeon au avut o cotă de piață globală de 18% în al doilea trimestru al anului 2014.  Intel este cel mai mare concurent în activitatea GPU, cu două treimi din cota de piață globală.  

## Denumire
Cardurile grafice Radeon sunt disponibile în diferite serii de modele, care sunt identificate cu un număr de patru cifre. Prima cifră reprezintă generarea procesorului grafic, seria „9000” fiind urmată de „seria X”. Se presupune că „X” reprezintă cifra romana 10. Pentru primele generații de Radeon, prima cifră a fost bazată pe versiunea DirectX acceptată (de ex.   B. DirectX 9 cu Radeon 9700).  Cu toate acestea, această schemă a fost abandonată odată cu introducerea Radeon 9000 și 9000 Pro (care se bazează pe arhitectura Radeon 8500 și acceptă doar DirectX 8.1) din motive de marketing. 
Cardul este apoi împărțit într-un segment de servicii cu a doua și eventual a treia cifră. Performanța este apoi evaluată mai precis folosind diverse abrevieri ale literelor. Acest lucru duce la o varietate foarte mare de nume de model, așa că nu este întotdeauna ușor de judecat ce carte are un efect mai bun. 
Odată cu succesorul Radeon X1xxx, schema de denumire a fost schimbată. „X” la începutul numelui a fost înlocuit cu un „HD” pentru a sublinia capacitățile de înaltă definiție ale cardului. Odată cu începerea seriei HD-3xxx, abrevierile cu litere au fost de asemenea eliminate, în schimb generația este dată acum cu prima cifră și clasa de performanță cu a doua și a treia cifră. 
O nouă schemă de denumire a fost utilizată din 2013. Odată cu începutul seriei R200, la începutul desemnării modelului a fost plasat un R5, R7 sau R9 (R pentru Radeon) pentru a diferenția aproximativ clasele de performanță. Urmează un număr de trei cifre, din care prima cifră indică generația, a doua și a treia indică clasa de performanță sau cipul utilizat. Un „X” la sfârșit înseamnă adesea pentru extinderea completă a cipului grafic. O caracteristică specială este cipul dual GPU R9 295X2, în care X2 nu suportă o expansiune completă, ci pentru cipuri duble. 
Cu excepția Statelor Unite și Canada, plăcile grafice cu cipuri Radeon sunt fabricate și vândute aproape exclusiv de către terți. Cu toate acestea, AMD oferă așa-numitele „modele de referință”, în care placa de circuit și dispunerea ventilatorului sunt definite pe o placă grafică. Acest lucru este preluat de mulți producători la începutul vânzării și înlocuit ulterior de propriile soluții de răcire și chiar de propriile planuri ale acestora. 

## Driver

### AMD Catalyst și AMD Radeon Software Crimson
Driverele pentru plăci grafice Radeon sunt în continuă dezvoltare. Odată cu preluarea seriei prin achiziționarea ATI de către AMD, AMD a preluat inițial pachetul software AMD Catalyst, care conținea driverele și software-ul de configurare. La acel moment, familia de șoferi era distribuită sub Linux sub numele de fglrx și a fost redenumită doar Catalyst 7.11 în 2007, ceea ce înseamnă că numele și versiunea se potriveau cu varianta folosită sub Windows. Actualizările apar de obicei lunar, cu numărul versiunii din anul (de ex. B. 7 pentru 2007) și luna (de ex. B. 11) compus. În 2015, Catalyst a fost înlocuit de pachetul AMD Radeon Software Crimson. Printre altele, Catalyst Control Center, de acum 11 ani, a fost înlocuit de un software nou, care nu a rulat ca înainte pe Microsoft . NET Framework, ci a funcționat pe baza de Qt. Deși aceasta a favorizat o migrare a software-ului de configurare către Linux, nu a reușit să se materializeze și, împreună cu promisiunile AMD în ceea ce privește performanța driverului, trecerea la Crimson nu a îmbunătățit driverele de pe Linux. 

### Drivere alternative
Driverul fglrx oferit sub Linux este un software proprietar și, prin urmare, nu poate fi livrat cu un sistem open-source din motive de licență. În schimb, dezvoltarea  driverului alternativ Open-Source radeon sub Mesa 3D a inceput prin proiectul freedesktop.org și X.Org Foundation. În ciuda anunțului AMD, în 2007, de a-și lansa specificațiile și a dezvoltării ulterioare a unui radeonhd alternativ de driver open source, la care au participat și angajații AMD , AMD nu a putut prevala împotriva concurenței directe. Driverul alternativ radeonhd face parte și din Mesa 3D, dar acceptă doar o selecție limitată de chipset-uri. Radeon a fost urmat de alți driveri pentru diferite chipset-uri : 200, r300g, r600g și radeonsi. Acesta din urmă are dispozitie chipset-urilor moderne Graphic Core Next, ceea ce îl face cel mai recent driver gratuit din spațiul utilizatorului. În mod alternativ, AMD oferă, de asemenea, un driver modern, proprietar, în spațiul utilizatorului. Acesta este vândut sub numele de AMDGPU-PRO și înlocuiește modulele de la Mesa 3D. 
Fostul modul fglrx proprietar a fost inițial înlocuit de driverul radeon open-source, care a fost apoi înlocuit în chipset-urile ulterioare de driverul modern AMDGPU  (începând din 2018). Modulele sunt adresate de către driverele respective de la Mesa 3D sau AMDGPU-PRO prin libdrm. 
În Linux există, de asemenea, două drivere gratuite pentru Vulkan: AMD a anunțat un driver open source pentru API, dar acest lucru nu a apărut inițial. Un angajat al Red Hat a decis apoi să-și elibereze propria implementare. Aceasta a devenit parte a Mesa 3D sub numele de radv. Driverul lansat ulterior amdvlk oferă alternativa oficială. Prin manipularea deschisă a implementărilor gratuite și suportul activ din partea AMD, cardurile Radeon au devenit din nou relevante pentru utilizatorii Linux din sectorul jocurilor în ultimii ani.  

## Unități de procesare grafică
Procesoarele grafice (GPU) ale produselor Radeon au un identificator al formularului Rxxx. În variantele RVxxx, sunt implementate tehnici care reduc costurile de producție (din engleză value). Performanța procesoarelor RVxxx este uneori redusă considerabil. Numerotarea nu este întotdeauna cronologică, iar procesoarele cu numere mai mari nu au neapărat performanțe grafice mai bune. 
Uneori, carduri grafice diferite se bazează pe aceeași GPU și sunt limitate doar prin mecanisme interne. Adesea sunt utilizate GPU-uri diferite pentru același model - de exemplu dacă există o revizuire mai nouă a cipului sau a fost revizuită. 
Trebuie menționat că toate GPU-urile cu interfață AGP nativă pot fi de asemenea utilizate pe plăci grafice PCI fără probleme. Situația este similară cu GPU-urile cu o interfață PCIe nativă: Acestea pot fi, de asemenea, utilizate pentru placi grafice AGP folosind cipul ATI Rialto bridge. Acest lucru a fost utilizat mai ales într-o perioadă în care piața plăcilor grafice se schimba treptat de la AGP la PCIe; astăzi această formă de adaptare nu mai este importantă. 

## Procesoare grafice încorporate
AMD oferă, de asemenea, procesoare grafice pentru segmentul încorporat. AMD garantează o disponibilitate pe termen lung de cinci ani pentru aceste modele. 

## Procesoare stream
Datorită performanțelor de bază ridicate în calcularea numerelor în virgulă flotantă, procesoarele grafice moderne sunt, de asemenea, potrivite pentru executarea aplicațiilor cu virgule plutitoare. Performanțele din această aplicație specială depășesc cu mult toate procesoarele x86 disponibile în prezent. GPU-urile devin coprocesoare specializate mult mai rapide ale procesoarelor. Începând cu seria Radeon X1000, procesoarele grafice pot prelua, de exemplu, sarcini de calcul pentru proiectul Folding @ home . Modulul Stream APP pentru prima generație de flux cu nuclee RV6xx a fost apoi înlocuit de drivere OpenCL pentru RV7xx și versiuni superioare. 
Interfața OpenCL este acceptată și accelerează multe procese cu o proporție ridicată pentru execuție paralelă, cu multe nuclee mici foarte bine în comparație cu procesoarele cu câteva nuclee mari. Procesoarele seriei RV7xx acceptă OpenCL 1.1. Cardurile cu RV8xx și RV9xx acceptă OpenCL 1.2. Arhitectura actuală GCN din prima generație acceptă OpenCL 1.2 cu unele extensii. Arhitectura actuală GCN din a 2-a Generația acceptă OpenCL 2.0 și 2.1, iar în viitor, de asemenea, OpenCL 2.2 dacă este necesară dezvoltarea driverului. 

## Modele

### Spațiul de lucru
- Seria ATI Radeon 7000, inițial doar Radeon
- Seria ATI Radeon 8000
- Seria ATI Radeon 9000
- Seria ATI Radeon X
- Seria ATI Radeon X1000
- Seria ATI Radeon HD 2000
- Seria ATI Radeon HD 3000
- Seria ATI Radeon HD 4000
- Seria ATI Radeon HD 5000
- Seria AMD Radeon HD 6000
- Seria AMD Radeon HD 7000
- Seria AMD Radeon HD 8000
- Seria AMD Radeon R200
- Seria AMD Radeon R300
- Seria AMD Radeon 400
- Seria AMD Radeon 500
- Seria AMD Radeon Vega
- Seria AMD Radeon RX 5000
- noi noutăți (2019): AMD Radeon VII

### Zona mobilă
- ATI Mobility Radeon
- Seria ATI Mobility Radeon X2
- Serie ATI Mobility Radeon HD 2000
- Serie ATI Mobility Radeon HD 3000
- Serie ATI Mobility Radeon HD 4000
- Serie ATI Mobility Radeon HD 5000
- Seria AMD Radeon HD 6000M
- Seria AMD Radeon HD 7000M
- Seria AMD Radeon HD 8000M
- Seria AMD Radeon R5 / 7/9 M200
- Seria AMD Radeon R5 / 7/9 M300
- Seria AMD Radeon RX M400

### Sisteme integrate
- Seria AMD încorporată Radeon

## Chipseturi
AMD publică, de asemenea, chipset-uri cu GPU-uri integrate. Aceste unități grafice integrate sunt comercializate sub denumirea „ATI Radeon Xpress”. Cu toate acestea, numele complet al chipset-urilor AMD diferă de numele unității grafice.